# Nederlands vrouwenvoetbalelftal tijdens kwalificaties en eindronden
Het Nederlands vrouwenvoetbalelftal neemt sinds 1982 deel aan de kwalificaties en eindronden van Europese kampioenschappen en wereldkampioenschappen.

## Europees kampioenschap voetbal 2013
Voor het EK 2013 moet Nederland opnieuw een kwalificatiereeks afwerken, nadat het toernooi in oktober van 2010 aan Zweden werd toegekend. Nederland was met Zweden de enig overgebleven kandidaat voor de organisatie van het toernooi. De kwalificatie wordt begonnen met een nieuwe bondscoach. De KNVB stelde Roger Reijners aan als nieuwe keuzeheer.
In december 2010 nam Nederland deel aan een toernooi in Brazilië. De andere deelnemers waren Brazilië zelf, Mexico en Canada. Nederland eindigde als derde. In januari 2011 werden er een tweetal onofficiële oefenwedstrijden georganiseerd. Tegen Noorwegen ging de ploeg met 4-0 onderuit. Een compleet ander elftal speelde een dag later gelijk tegen Engeland.
Nederland nam daarna zoals gebruikelijk deel aan de jaarlijkse Cyprus Women's Cup, die onder meer door de KNVB zelf wordt georganiseerd. In de groepsfase wist de ploeg alle duels winnend af te sluiten, waarmee de finale werd bereikt. In de finale speelde de ploeg voor de tweede maal in korte tijd tegen Canada. Ditmaal werd een verlenging afgedwongen, maar uiteindelijk gingen de Canadezen toch met de winst aan de haal. In april werd ook Schotland verslagen in een vriendschappelijk duel. Het werd 6-2 voor Oranje. Na deze wedstrijd kondigde record-international Annemieke Kiesel-Griffioen aan dat ze bezig was aan haar laatste seizoen en derhalve dus ook de kwalificatiecyclus niet mee zal maken.
Na het Eredivisie-seizoen werden nog een drietal wedstrijden tegen WK-gangers gespeeld. Tegen Noord-Korea werd een gelijkspel behaald, maar tegen Canada en Duitsland werd verloren.
De kwalificatiecyclus voor het EK 2013 start voor het Nederlands elftal in september 2011. Bij de loting werd het gekoppeld aan Engeland, Slovenië, Servië en Kroatië. In de eerste wedstrijd werd Servië in eigen huis met 6-0 verslagen. Ook de tweede wedstrijd werd in winst omgezet. In Kroatië won het elftal met 0-3. De thuiswedstrijd tegen Engeland die volgde eindigde in een 0-0 gelijkspel. Vervolgens werd er uit bij Slovenië een 0-2-overwinning geboekt door doelpunten van Kirsten van de Ven en Chantal de Ridder. In de laatste wedstrijd van 2011 werd Kroatië opnieuw aan de zegekar gebonden, waarmee Oranje met dertien punten uit vijf duels aan kop ging in groep 6. Ook thuis werd van Slovenië gewonnen. Ditmaal was het Maayke Heuver die de score opende. Na de eerste tegentreffer van de kwalificatie zorgden Van de Ven en Melis ervoor dat de punten in eigen huis bleven. De uitwedstrijd die tegen Engeland volgde leverde het eerste verlies op (1-0) in de kwalificatie. Ook de laatste wedstrijd tegen Servië werd winnend (0-4) afgesloten, waarna het wachten was op resultaten van andere landen.

### Kwalificatieduels
| Datum + plaats                  | Wedstrijd            | Uitslag       | Scoreverloop                                                                                          |
| ------------------------------- | -------------------- | ------------- | --- |
| 21 september 2011 Velsen-Zuid   | Nederland - Servië   | 6 - 0 (1 - 0) | 1' Melis 1-0, 65' Van den Berg 2-0, 71' Melis 3-0, 77' Hoogendijk 4-0, 78' Melis 5-0, 90+3' Melis 6-0 |
| 22 oktober 2011 Vrbovec         | Kroatië - Nederland  | 0 - 3 (0 - 0) | 50' Melis 0-1, 52' Van de Ven 0-2, 72' Smit 0-3                                                       |
| 27 oktober 2011 Zwolle          | Nederland - Engeland | 0 - 0         | |
| 19 november 2011 Ivančna Gorica | Slovenië - Nederland | 0 - 2 (0 - 1) | 31' Van de Ven 0-1, 90' De Ridder 0-2                                                                 |
| 24 november 2011 Den Haag       | Nederland - Kroatië  | 2 - 0 (2 - 0) | 7' De Ridder 1-0, 13' Spitse 2-0                                                                      |
| 5 april 2012 Venlo              | Nederland - Slovenië | 3 - 1 (1 - 1) | 8' Heuver 1-0, 31' Zver 1-1, 70' Van de Ven 2-1, 81' Melis 3-1                                        |
| 17 juni 2012 Eccles             | Engeland - Nederland | 1 - 0 (0 - 0) | 67' Yankey 1-0                                                                                        |
| 20 juni 2012 Belgrado           | Servië - Nederland   | 0 - 4 (0 - 2) | 21' Melis 0-1, 41' Melis 0-2, 51' Martens 0-3, 58' Van de Donk 0-4                                    |

| # | Land      | Wedstrijden | Wedstrijden | Wedstrijden | Wedstrijden | Doelpunten | Doelpunten | Doelpunten | Punten |
| - | --------- | ----------- | ----------- | ----------- | ----------- | ---------- | ---------- | ---------- | ------ |
| # | Land      | G           | W           | G           | V           | V          | T          | Saldo      | Punten |
| 1 | Engeland  | 8           | 6           | 2           | 0           | 22         | 2          | +20        | 20     |
| 2 | Nederland | 8           | 6           | 1           | 1           | 20         | 2          | +18        | 19     |
| 3 | Servië    | 8           | 4           | 1           | 3           | 15         | 18         | -3         | 13     |
| 4 | Slovenië  | 8           | 1           | 1           | 6           | 6          | 21         | -15        | 4      |
| 5 | Kroatië   | 8           | 0           | 1           | 7           | 6          | 26         | -20        | 1      |

| # | Naam               | Goals |
| - | ------------------ | ----- |
| 1 | Manon Melis        | 8     |
| 2 | Kirsten van de Ven | 3     |
| 3 | Chantal de Ridder  | 2     |
| 4 | 7 spelers          | 1     |

### Vriendschappelijke interlands
Nederland speelt voor, tijdens en na de kwalificatiewedstrijden ook nog aantal vriendschappelijke interlands.
| Datum + plaats             | Wedstrijd                                                                      | Uitslag                   | Scoreverloop |
| -------------------------- | ------------------------------------------------------------------------------ | ------------------------- | --- |
| 9 december 2010 São Paulo  | Canada - Nederland Torneio Internacional Cidade de São Paulo, poulewedstrijd   | 5 - 0 (1 - 0)             | 14' Sinclair 1-0, 52' Belanger 2-0, 56' Matheson 3-0, 66' Matheson 4-0, 75' Sinclair 5-0                                         |
| 12 december 2010 São Paulo | Brazilië - Nederland Torneio Internacional Cidade de São Paulo, poulewedstrijd | 3 - 2 (1 - 1)             | 10' Marta 1-0, 29' Van de Ven 1-1, 60' De Ridder 1-2, 66' Marta 2-2, 90+4' Gabriella 3-2                                         |
| 15 december 2010 São Paulo | Mexico - Nederland Torneio Internacional Cidade de São Paulo, poulewedstrijd   | 1 - 3 (0 - 1)             | 10' Van de Ven 0-1, 47' Worbis (p) 1-1, 64' Van den Heiligenberg 1-2, 89' Smit 1-3                                               |
| 19 december 2010 São Paulo | Nederland - Mexico Torneio Internacional Cidade de São Paulo, troostfinale     | 2 - 1 (0 - 0)             | 61' Van de Ven 1-0, 67' Rangel 1-1, 85' Spitse 2-1                                                                               |
| 20 januari 2011 La Manga   | Noorwegen - Nederland *                                                        | 4 - 0 (1 - 0)             | 43' Noorwegen 1-0, 57' Noorwegen 2-0, 59' Noorwegen 3-0, 70' Noorwegen 4-0                                                       |
| 21 januari 2011 La Manga   | Engeland - Nederland *                                                         | 2 - 2 (2 - 0)             | 3' Engeland 1-0, 13' Engeland 2-0, 72' Van de Ven 2-1 88' Melis (p) 2-2                                                          |
| 2 maart 2011 Nicosia       | Nieuw-Zeeland - Nederland Cyprus Women's Cup, poulewedstrijd                   | 1 - 4 (0 - 3)             | 21' Spitse 0-1, 24' Melis 0-2, 45' Melis 0-3, 74' Gregorius 1-3, 83' Slegers 1-4                                                 |
| 4 maart 2011 Larnaca       | Frankrijk - Nederland Cyprus Women's Cup, poulewedstrijd                       | 1 - 2 (1 - 1)             | 6' Slegers 0-1, 8' Abily 1-1, 74' Melis 1-2                                                                                      |
| 7 maart 2011 Larnaca       | Zwitserland - Nederland Cyprus Women's Cup, poulewedstrijd                     | 0 - 6 (0 - 3)             | 4' Van de Ven 0-1, 8' Van de Ven 0-2, 32' Van de Ven 0-3, 50' De Ridder 0-4, 52' e.d. Daniek Stein (e.d.) 0-5, 83' De Ridder 0-6 |
| 9 maart 2011 Paralimni     | Canada - Nederland Cyprus Women's Cup, finale                                  | 2 - 1 n.v. (1 - 1, 1 - 1) | 21' Filigno 1-0, 41' Van den Heiligenberg 1-1, 100' Zurrer 2-1                                                                   |
| 3 april 2011 Volendam      | Nederland - Schotland                                                          | 6 - 2 (4 - 1)             | 4' Van de Ven 1-0, 14' Smit 2-0, 17' Smit 3-0, 27' Lappin 3-1, 45' Spitse 4-1, 52' Kiesel 5-1, 55' Ross 5-2, 60' Spitse 6-2      |
| 18 mei 2011 Venlo          | Nederland - Noord-Korea                                                        | 1 - 1 (0 - 0)             | 76' Ra 0-1, 90' Melis 1-1 |
| 28 mei 2011 Rome           | Canada - Nederland                                                             | 2 - 0 (0 - 0)             | 55' Robinson 1-0, 63' Julien 2-0                                                                                                 |
| 7 juni 2011 Aken           | Duitsland - Nederland                                                          | 5 - 0 (2 - 0)             | 15' Okoyino 1-0, 43' Laudehr 2-0, 71' Popp 3-0, 75' Kulig 4-0, 87' Grings 5-0                                                    |
| 22 augustus 2011 Hohhot    | China - Nederland                                                              | 1 - 1 (1 - 1)             | 22' Van de Donk 0-1, 45' China 1-1                                                                                               |
| 24 augustus 2011 Hohhot    | China - Nederland                                                              | 0 - 1 (0 - 1)             | 24' Melis 0-1 |
| 15 februari 2012 Nîmes     | Frankrijk - Nederland                                                          | 2 - 1 (0 - 1)             | 45+1' Spitse 0-1, 54' Le Sommer 1-1, 68' Delie 2-1                                                                               |
| 28 februari 2012 Larnaca   | Italië - Nederland Cyprus Women's Cup, groep                                   | 1 - 2 (1 - 0)             | 39' Panico 1-0, 53' Melis 1-1, 61' Martens 1-2                                                                                   |
| 1 maart 2012 Nicosia       | Schotland - Nederland Cyprus Women's Cup, groep                                | 2 - 1 (1 - 1)             | 24' Spitse 0-1, 25' Ross 1-1, 59' Lauder 2-1                                                                                     |
| 4 maart 2012 Larnaca       | Canada - Nederland Cyprus Women's Cup, groep                                   | 1 - 0 (0 - 0)             | 83' Zurrer 1-0 |
| 6 maart 2012 Larnaca       | Nieuw-Zeeland - Nederland Cyprus Women's Cup, 7e plaats                        | 2 - 2 (1 - 1)             | 35' Smit (p) 0-1, 45+1 Hearn (p) 1-1, 55' Gregorius 2-1, 57' Smit 2-2 Nederland won na strafschoppen (2-4)                       |
| 1 juni 2012 Woezik         | Nederland - Noord-Korea *                                                      | 4 - 1 (0 - 1)             | 13' n.b. 0-1, 57' Martens 1-1, 66' Van de Donk 2-1, 69' Van Eyck 3-1, 77' Middag 4-1                                             |
| 5 juni 2012 Hoenderloo     | Nederland - Noord-Korea *                                                      | 2 - 0 (1 - 0)             | 42' Van Eyck 1-0, 60' Martens 2-0                                                                                                |
| 15 september 2012 Göteborg | Zweden - Nederland                                                             | 2 - 1 (0 - 1)             | 35' Hoogendijk 0-1, 52' Schelin (p) 1-1, 66' Asllani 2-1                                                                         |
| 24 oktober 2012 Eindhoven  | Nederland - Frankrijk                                                          | 1 - 1 (0 - 0)             | 60' Spitse 1-0, 88' Le Sommer 1-1                                                                                                |

* Geen officiële interland.

## Wereldkampioenschap voetbal 2011
Voor het Wereldkampioenschap voetbal, dat in 2011 in Duitsland wordt gehouden, werd Nederland voor de kwalificatie in een poule geloot met vier tegenstanders.
De winnaar van de poule zou met de zeven andere poulewinnaars strijden om de vier tickets die voor het toernooi te verdienen zijn. De verliezers van die duels streden onderling nog om een play-off duel tegen een land van de CONCACAF.
Nederland begon de kwalificatie met een nederlaag tegen Noorwegen. Hierna werd er een monsterscore neergezet tegen Macedonië (13-1), door onder meer zes doelpunten van Sylvia Smit. Thuis tegen Wit-Rusland kwam de ploeg echter niet verder dan een 1-1 gelijkspel, waarmee kwalificatie voor de play-offs steeds verder weg leek. Vlak voor de dubbele confrontatie tegen Slowakije maakte Vera Pauw bekend dat ze na de twee wedstrijden opstapt als bondscoach. Haar laatste thuiswedstrijd werd met 2-0 gewonnen in het Polman Stadion. Ook de uitwedstrijd tegen de Slowaken werd gewonnen (0-1), waarna Ed Engelkes op interim basis het stokje overnam. Onder zijn leiding werd Macedonië met 0-7 verslagen in de uitwedstrijd. Daarna werd er thuis tegen Noorwegen met 2-2 gelijk gespeeld, waarmee Nederland nog maar een kleine kans op plaatsing had. De laatste wedstrijd werd er revanche genomen op Wit-Rusland door daar met 0-4 te winnen. Noorwegen liet echter geen steken meer vallen, waardoor Nederland definitief tweede werd in de poule en daarmee uitgeschakeld was.
| # | Land        | Wedstrijden | Wedstrijden | Wedstrijden | Wedstrijden | Doelpunten | Doelpunten | Doelpunten | Punten |
| - | ----------- | ----------- | ----------- | ----------- | ----------- | ---------- | ---------- | ---------- | ------ |
| # | Land        | G           | W           | G           | V           | V          | T          | Saldo      | Punten |
| 1 | Noorwegen   | 8           | 7           | 1           | 0           | 39         | 2          | +37        | 22     |
| 2 | Nederland   | 8           | 5           | 2           | 1           | 30         | 7          | +23        | 17     |
| 3 | Wit-Rusland | 8           | 4           | 1           | 3           | 17         | 14         | +3         | 13     |
| 4 | Slowakije   | 8           | 2           | 0           | 6           | 15         | 13         | +2         | 6      |
| 5 | Macedonië   | 8           | 0           | 0           | 8           | 3          | 68         | −65        | 0      |

| # | Naam              | Goals |
| - | ----------------- | ----- |
| 1 | Sylvia Smit       | 8     |
| 2 | Annemieke Kiesel  | 5     |
| 2 | Manon Melis       | 5     |
| 4 | Daphne Koster     | 2     |
| 4 | Chantal de Ridder | 2     |
| 4 | Renée Slegers     | 2     |
| 7 | 6 speelsters      | 1     |

## Europees kampioenschap voetbal 2009

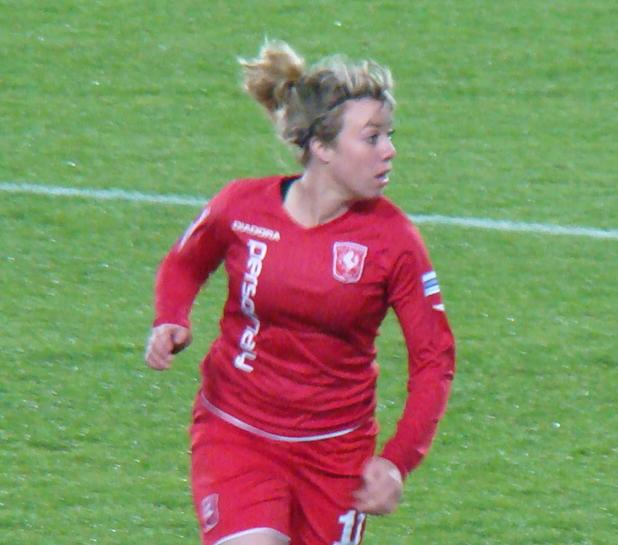
Pieëte scoorde in de 1/2 finale.

Nederland wist zich in 2008 voor het eerst te plaatsen voor een EK. De ploeg werd in een kwalificatiepoule van vijf teams tweede achter Duitsland en voor Zwitserland, België en Wales. In de play-offs werd Spanje over twee wedstrijden verslagen. In de kwalificatie werd Manon Melis topscorer van het elftal met zeven doelpunten. In de oefenduels trof ze zelfs elfmaal doel. In die periode werd Nederland vierde en vijfde op de Cyprus Women's Cup (2008 en 2009) en tweede op de Women's 4 Nations Cup.
Bij de loting werd Nederland gekoppeld aan gastland Finland, Oekraïne en Denemarken. De poulefase werd overleefd, waarna ook Frankrijk werd verslagen. In de halve finale bleek Engeland echter te sterk, al hadden de Britten wel een verlenging nodig om Oranje op de knieën te krijgen. Door de prestaties op het eindtoernooi dwongen de vrouwen de A-status af bij de NOC*NSF.
|                  |          |       |           |                        |
| 23 augustus 2009 | Oekraïne | 0 - 2 | Nederland | Veritas Stadion, Turku |
| 23 augustus 2009 |          |       |           | Veritas Stadion, Turku |

|                  |           |       |         |                          |
| 26 augustus 2009 | Nederland | 1 - 2 | Finland | Olympiastadion, Helsinki |
| 26 augustus 2009 |           |       |         | Olympiastadion, Helsinki |

|                  |            |       |           |                       |
| 29 augustus 2009 | Denemarken | 1 - 2 | Nederland | Lahden Stadion, Lahti |
| 29 augustus 2009 |            |       |           | Lahden Stadion, Lahti |

|                  |           |                         |           |                         |
| 3 september 2009 | Nederland | 0 - 0 (n.v.) 5-4 (n.s.) | Frankrijk | Ratina Stadion, Tampere |
| 3 september 2009 |           |                         |           | Ratina Stadion, Tampere |

|                  |          |              |           |                         |
| 6 september 2009 | Engeland | 2 - 1 (n.v.) | Nederland | Ratina Stadion, Tampere |
| 6 september 2009 |          |              |           | Ratina Stadion, Tampere |

| Nederlands voetbalelftal - EK 2009 | Nederlands voetbalelftal - EK 2009 |
| --- | --- |
| - 1. Geurts - 2. Bito - 3. Koster - 4. Meulen - 5. Hogewoning - 6. Hoogendijk - 7. Kiesel - 8. Van de Ven - 9. Melis - 10. Stevens - 11. Smit - 12. Brummel | - 13. Christ - 14. De Boer - 15. Van den Heiligenberg - 16. Dugardein - 17. Spitse - 18. De Vries - 19. Pieëte - 20. Van Dalen - 21. De Ridder - 22. Van de Sanden Coach: Pauw |

## Wereldkampioenschap voetbal 2007
Voor het Wereldkampioenschap voetbal, dat in 2007 in China werd gehouden, werd Nederland voor de kwalificatie in een poule geloot met vier tegenstanders, waarvan één team zich uiteindelijk zou kwalificeren.
Nederland begon de kwalificatie met overwinningen op Frankrijk en Oostenrijk, waarna in Zwolle van Engeland verloren werd. Hongarije werd daarna met 0-5 verslagen, maar thuis werd er van Frankrijk verloren. Ook de uitwedstrijd in Engeland leverde geen winst op (4-0). Thuis werden daarna Oostenrijk en Hongarije beiden met 4-0 verslagen, maar het was niet genoeg om kwalificatie af te dwingen. Gilanne Louwaars, Sylvia Smit en Karin Stevens scoorden alle drie drie doelpunten in de kwalificatie en waren daarmee de topscorers van de Nederlandse ploeg.
| # | Land       | Wedstrijden | Wedstrijden | Wedstrijden | Wedstrijden | Doelpunten | Doelpunten | Doelpunten | Punten |
| - | ---------- | ----------- | ----------- | ----------- | ----------- | ---------- | ---------- | ---------- | ------ |
| # | Land       | G           | W           | G           | V           | V          | T          | Saldo      | Punten |
| 1 | Engeland   | 8           | 6           | 2           | 0           | 29         | 2          | +27        | 20     |
| 2 | Frankrijk  | 8           | 5           | 2           | 1           | 15         | 4          | +11        | 17     |
| 3 | Nederland  | 8           | 5           | 0           | 3           | 15         | 7          | +8         | 15     |
| 4 | Oostenrijk | 8           | 1           | 1           | 6           | 7          | 19         | −12        | 4      |
| 5 | Hongarije  | 8           | 0           | 1           | 6           | 1          | 35         | −34        | 1      |

| # | Naam             | Goals |
| - | ---------------- | ----- |
| 1 | Gilanne Louwaars | 3     |
| 1 | Sylvia Smit      | 3     |
| 1 | Karin Stevens    | 3     |
| 4 | Nicole Delies    | 2     |
| 5 | 4 speelsters     | 1     |

## Europees kampioenschap voetbal 2005
Voor het Europees kampioenschap voetbal, dat in 2005 in Engeland werd gehouden, werd Nederland voor de kwalificatie in een poule geloot met vier tegenstanders, waarvan de poulewinnaar zich rechtstreeks kwalificeerde en de nummer 2 en eventueel de nummer 3 (afhankelijk van de andere poules) zich voor play-offs plaatste voor de laatste tickets.
Nederland begon met verlies tegen Spanje (thuis), Noorwegen (uit) en Denemarken (uit), waarna thuis tegen België de eerste punten werden binnengehaald (3-0). Via een gelijkspel in Spanje en wederom winst tegen België kwam de ploeg op een puntentotaal van zeven. Nederlagen tegen Noorwegen en Denemarken zorgden er echter voor dat de vrouwen op een vierde plaats in de poule eindigden en daarmee uitgeschakeld werden.
| # | Land       | Wedstrijden | Wedstrijden | Wedstrijden | Wedstrijden | Doelpunten | Doelpunten | Doelpunten | Punten |
| - | ---------- | ----------- | ----------- | ----------- | ----------- | ---------- | ---------- | ---------- | ------ |
| # | Land       | G           | W           | G           | V           | V          | T          | Saldo      | Punten |
| 1 | Denemarken | 8           | 7           | 1           | 0           | 26         | 4          | +22        | 22     |
| 2 | Noorwegen  | 8           | 6           | 1           | 1           | 22         | 4          | +18        | 19     |
| 3 | Spanje     | 8           | 2           | 1           | 5           | 10         | 10         | +0         | 7      |
| 4 | Nederland  | 8           | 2           | 1           | 5           | 7          | 13         | −6         | 7      |
| 5 | België     | 8           | 1           | 1           | 7           | 5          | 39         | −34        | 3      |

| # | Naam             | Goals |
| - | ---------------- | ----- |
| 1 | Marloes de Boer  | 1     |
| 1 | Daphne Koster    | 1     |
| 1 | Manon Melis      | 1     |
| 1 | Sandra Muller    | 1     |
| 1 | Marieke Ran      | 1     |
| 1 | Jessica Torny    | 1     |
| 1 | Monique van Veen | 1     |

## Wereldkampioenschap voetbal 2003
Voor het Wereldkampioenschap voetbal, dat in 2003 in de Verenigde Staten werd gehouden, werd Nederland voor de kwalificatie in een poule geloot met drie tegenstanders, waarvan één team zich rechtstreeks zou kwalificeren en de nummer twee zich zou plaatsen voor de play-offs om het laatste ticket.
Nederland begon de poule met een gelijkspel uit bij Engeland, maar verloor in de tweede wedstrijd thuis van Duitsland (0-3). Ook tegen Portugal (uit), in de thuiswedstrijd tegen Engeland en in de uitwedstrijd tegen Duitsland werd er verloren. Met een 4-1 thuisoverwinning op Portugal werd de kwalificatie nog wel positief afgesloten, maar het elftal was op dat moment al uitgeschakeld.
| # | Land      | Wedstrijden | Wedstrijden | Wedstrijden | Wedstrijden | Doelpunten | Doelpunten | Doelpunten | Punten |
| - | --------- | ----------- | ----------- | ----------- | ----------- | ---------- | ---------- | ---------- | ------ |
| # | Land      | G           | W           | G           | V           | V          | T          | Saldo      | Punten |
| 1 | Duitsland | 6           | 6           | 0           | 0           | 30         | 1          | +29        | 18     |
| 2 | Engeland  | 6           | 2           | 2           | 2           | 9          | 6          | +3         | 8      |
| 3 | Nederland | 6           | 1           | 1           | 4           | 6          | 16         | −10        | 4      |
| 4 | Portugal  | 6           | 1           | 1           | 4           | 4          | 26         | −22        | 4      |

| # | Naam                | Goals |
| - | ------------------- | ----- |
| 1 | Cindy Burger        | 1     |
| 1 | Annemieke Griffioen | 1     |
| 1 | Sandra Muller       | 1     |
| 1 | Miranda Noom        | 1     |
| 1 | Marieke Ran         | 1     |
| 1 | Shirley Smith       | 1     |

## Europees kampioenschap voetbal 2001
Voor het Europees kampioenschap voetbal, dat in 2001 in Duitsland werd gehouden, werd Nederland voor de kwalificatie in een poule geloot met drie tegenstanders, waarvan de poulewinnaar zich rechtstreeks kwalificeerde en de nummer 2 zich voor play-offs plaatste voor de laatste tickets.
Nederland begon de kwalificatie met gelijke spelen tegen Frankrijk (thuis) en Spanje (uit). Uit werd er echter in Frankrijk verloren en ook thuis tegen Spanje gingen de vrouwen onderuit. Van de twee confrontaties tegen Zweden werd alleen in de uitwedstrijd een punt behaald. Uiteindelijk eindigde Nederland als laatste in de poule, waardoor het play-offs moest spelen om in de hoogste groep te blijven voor de kwalificaties. Tegenstander Hongarije werd zowel uit (0-3) als thuis (2-0) verslagen, waardoor Nederland zich handhaafde in de hoogste kwalificatiegroep.

### Eindstand groep 1
| # | Land      | Wedstrijden | Wedstrijden | Wedstrijden | Wedstrijden | Doelpunten | Doelpunten | Doelpunten | Punten |
| - | --------- | ----------- | ----------- | ----------- | ----------- | ---------- | ---------- | ---------- | ------ |
| # | Land      | G           | W           | G           | V           | V          | T          | Saldo      | Punten |
| 1 | Frankrijk | 6           | 4           | 2           | 0           | 10         | 5          | +5         | 14     |
| 2 | Zweden    | 6           | 3           | 2           | 1           | 18         | 7          | +11        | 11     |
| 3 | Spanje    | 6           | 1           | 1           | 4           | 6          | 17         | −11        | 4      |
| 4 | Nederland | 6           | 0           | 3           | 3           | 5          | 10         | −5         | 3      |

## Wereldkampioenschap voetbal 1999
Voor het Wereldkampioenschap voetbal, dat in 1999 in de Verenigde Staten werd gehouden, werd Nederland voor de kwalificatie in een poule geloot met drie tegenstanders, waarvan één team zich rechtstreeks zou kwalificeren en de nummer twee zich zou plaatsen voor de play-offs om de laatste twee tickets.
Nederland begon de groep met een 6-1 nederlaag in Oslo, gevolgd door een 1-0 nederlaag in Londen. Thuis werd in Almelo Duitsland met 1-0 verslagen, maar de uitwedstrijd tegen het buurland ging met 2-1 verloren. Een doelpuntloos gelijkspel tegen Noorwegen volgde in Sittard en in Waalwijk werd Engeland met 2-1 verslagen, maar uiteindelijk zou het niet genoeg zijn. Nederland eindigde als derde in de groep en was daarmee uitgeschakeld voor het WK.

### Eindstand groep C
| # | Land      | Wedstrijden | Wedstrijden | Wedstrijden | Wedstrijden | Doelpunten | Doelpunten | Doelpunten | Punten |
| - | --------- | ----------- | ----------- | ----------- | ----------- | ---------- | ---------- | ---------- | ------ |
| # | Land      | G           | W           | G           | V           | V          | T          | Saldo      | Punten |
| 1 | Noorwegen | 6           | 4           | 1           | 1           | 13         | 5          | +8         | 13     |
| 2 | Duitsland | 6           | 4           | 0           | 2           | 9          | 5          | +4         | 12     |
| 3 | Nederland | 6           | 2           | 1           | 3           | 5          | 10         | −5         | 7      |
| 4 | Engeland  | 6           | 1           | 0           | 5           | 3          | 10         | −7         | 3      |

## Europees kampioenschap voetbal 1997
Voor het Europees kampioenschap voetbal, dat in 1997 in Noorwegen en Zweden werd gehouden, werd Nederland voor de kwalificatie in een poule geloot met drie tegenstanders, waarvan de poulewinnaar zich rechtstreeks kwalificeerde en de nummers twee en drie zich voor play-offs plaatsten voor de laatste tickets.
Nederland begon de kwalificatie met een 2-0 nederlaag in Reykjavik. Daarop volgden gelijke spelen tegen Rusland (thuis) en Frankrijk (uit). Rusland werd daarna in eigen huis verslagen (0-1), maar door de 0-2 nederlaag tegen IJsland in Den Ham eindigde Nederland als laatste in de groep en was daarmee uitgeschakeld voor het EK. Wel moest het play-offs spelen tegen Tsjechië om in de hoogste groep voor kwalificaties te blijven. Zowel uit (1-2) als thuis (1-0) werd gewonnen van de Tsjechen, waarmee Nederland zich handhaafde in de hoogste kwalificatiegroep.

### Eindstand groep 2
| # | Land      | Wedstrijden | Wedstrijden | Wedstrijden | Wedstrijden | Doelpunten | Doelpunten | Doelpunten | Punten |
| - | --------- | ----------- | ----------- | ----------- | ----------- | ---------- | ---------- | ---------- | ------ |
| # | Land      | G           | W           | G           | V           | V          | T          | Saldo      | Punten |
| 1 | Rusland   | 6           | 3           | 2           | 1           | 10         | 3          | +7         | 11     |
| 2 | Frankrijk | 6           | 2           | 3           | 1           | 9          | 6          | +3         | 9      |
| 3 | IJsland   | 6           | 2           | 1           | 3           | 8          | 14         | −6         | 7      |
| 4 | Nederland | 6           | 1           | 2           | 3           | 4          | 8          | −4         | 5      |

## Europees en Wereldkampioenschap voetbal 1995
Voor het Europees kampioenschap voetbal, waarvan in 1995 de finalewedstrijd in Duitsland werd gespeeld, werd Nederland voor de kwalificatie in een poule geloot met twee tegenstanders, waarvan de poulewinnaar zich kwalificeerde voor de kwartfinales van het toernooi. De halvefinalisten alsmede de beste kwartfinalist zouden zich daarnaast ook voor het Wereldkampioenschap voetbal plaatsen, dat eveneens in 1995 werd gehouden en plaatsvond in Zweden.
Nederland begon de kwalificatie in Reykjavík met een 2-1 nederlaag tegen IJsland. Daarna werd Griekenland in Wormerveer met 2-0 aan de kant gezet en in Xanthi werd er met 0-4 van de Griekse vrouwen gewonnen. De beslissende wedstrijd in Rotterdam tegen IJsland werd echter met 0-1 verloren, waardoor de Nederlandse vrouwen voor beide toernooien werden uitgeschakeld.

### Eindstand groep 8
| # | Land        | Wedstrijden | Wedstrijden | Wedstrijden | Wedstrijden | Doelpunten | Doelpunten | Doelpunten | Punten |
| - | ----------- | ----------- | ----------- | ----------- | ----------- | ---------- | ---------- | ---------- | ------ |
| # | Land        | G           | W           | G           | V           | V          | T          | Saldo      | Punten |
| 1 | IJsland     | 4           | 4           | 0           | 0           | 12         | 2          | +10        | 12     |
| 2 | Nederland   | 4           | 2           | 0           | 2           | 7          | 3          | +4         | 6      |
| 3 | Griekenland | 4           | 0           | 0           | 4           | 1          | 15         | −14        | 0      |

## Europees kampioenschap voetbal 1993
Voor het Europees kampioenschap voetbal, dat in 1993 in Italië werd gehouden, werd Nederland voor de kwalificatie in een poule geloot met twee tegenstanders, waarvan de poulewinnaar zich kwalificeerde voor de kwartfinales.
Nederland begon de kwalificatie goed met een 0-3-overwinning op Griekenland in Komotini. Het tweede duel was een thuiswedstrijd tegen de Grieken. Deze werd afgewerkt in Valkenswaard en werd met 2-0 gewonnen. Hierop volgden twee gelijke spelen tegen Roemenië. Eerst in Drachten (1-1) en vervolgens in Brașov (0-0). Nederland eindigde als eerste in de poule en bereikte zo de kwartfinales. Er werd geloot tegen Noorwegen, dat over twee wedstrijden verslagen moest worden om toegang te krijgen tot het eindtoernooi. Noorwegen bleek echter te sterk en won zowel in Oslo als in Raalte met 3-0 en schakelde zo het Nederlands vrouwenelftal uit.
| # | Land        | Wedstrijden | Wedstrijden | Wedstrijden | Wedstrijden | Doelpunten | Doelpunten | Doelpunten | Punten |
| - | ----------- | ----------- | ----------- | ----------- | ----------- | ---------- | ---------- | ---------- | ------ |
| # | Land        | G           | W           | G           | V           | V          | T          | Saldo      | Punten |
| 1 | Nederland   | 4           | 2           | 2           | 0           | 6          | 1          | +5         | 6      |
| 2 | Roemenië    | 4           | 1           | 3           | 0           | 2          | 1          | +1         | 5      |
| 3 | Griekenland | 4           | 0           | 1           | 3           | 0          | 6          | −5         | 1      |

|                 |           |       |           |      |
| 10 oktober 1992 | Noorwegen | 3 - 0 | Nederland | Oslo |
| 10 oktober 1992 |           |       |           | Oslo |

|                 |           |       |           |        |
| 7 november 1992 | Nederland | 0 - 3 | Noorwegen | Raalte |
| 7 november 1992 |           |       |           | Raalte |

## Europees en Wereldkampioenschap voetbal 1991
Voor het Europees kampioenschap voetbal, dat in 1991 in Denemarken werd gehouden, werd Nederland voor de kwalificatie in een poule geloot met twee tegenstanders, waarvan de poulewinnaar zich kwalificeerde voor de kwartfinales van het toernooi. De halvefinalisten alsmede de beste kwartfinalist zouden zich daarnaast ook voor het eerste Wereldkampioenschap voetbal voor vrouwen plaatsen, dat eveneens in 1991 werd gehouden en plaatsvond in China.
Nederland begon de kwalificatie met een 2-0-overwinning in Zaandijk op Ierland. Het tweede kwalificatieduel werd met 0-6 gewonnen in Belfast van Noord-Ierland. Na een doelpuntloos gelijkspel in Dublin tegen Ierland, werd de groep winnend afgesloten met een 9-0-overwinning in Kaatsheuvel op Noord-Ierland. In de kwartfinales werd geloot tegen Denemarken, dat over twee wedstrijden verslagen moest worden om het eindtoernooi te bereiken. Uit in Vejle werd met 0-0 gelijkgespeeld en ook in Denekamp was dit de stand na reguliere speeltijd. Een verlenging volgde, waarin de Denen wisten te scoren en zo Nederland uitschakelde voor het eindtoernooi. Doordat Zweden op basis van uitdoelpunten uitgeschakeld werd door Italië na twee gelijke spelen kon Nederland ook geen aanspraak maken op het ticket voor de beste kwartfinalist die voor het WK te verdienen was.
| # | Land          | Wedstrijden | Wedstrijden | Wedstrijden | Wedstrijden | Doelpunten | Doelpunten | Doelpunten | Punten |
| - | ------------- | ----------- | ----------- | ----------- | ----------- | ---------- | ---------- | ---------- | ------ |
| # | Land          | G           | W           | G           | V           | V          | T          | Saldo      | Punten |
| 1 | Nederland     | 4           | 3           | 1           | 0           | 17         | 0          | +17        | 7      |
| 2 | Ierland       | 4           | 2           | 1           | 1           | 6          | 3          | +3         | 5      |
| 3 | Noord-Ierland | 4           | 0           | 0           | 4           | 1          | 21         | --20       | 0      |

|                  |            |       |           |       |
| 24 november 1990 | Denemarken | 0 - 0 | Nederland | Vejle |
| 24 november 1990 |            |       |           | Vejle |

|                 |           |              |            |          |
| 8 december 1990 | Nederland | 0 - 1 (n.v.) | Denemarken | Denekamp |
| 8 december 1990 |           |              |            | Denekamp |

## Europees kampioenschap voetbal 1989
Voor het Europees kampioenschap voetbal, dat in 1989 in West-Duitsland werd gehouden, werd Nederland voor de kwalificatie in een poule geloot met drie tegenstanders, waarvan de poulewinnaar en de nummer twee zich kwalificeerden voor de kwartfinales. Schotland trok zich tijdens de kwalificatie echter terug, waardoor er een poule van drie landen overbleef.
De kwalificatie begon voor Nederland in Linköping, waar tegen Zweden met 0-0 gelijk werd gespeeld. Er volgde een 4-0-overwinning op Schotland in Nuth. Het duel telde uiteindelijk niet mee voor de ranglijst, omdat alle uitslagen tegen Schotland werden geschrapt toen het land zich terugtrok. In Dublin werd Ierland met 0-1 verslagen en ook in Delft was Nederland te sterk voor het Ierse team (2-0). De kwalificatiepoule werd besloten met een 1-0-overwinning op Zweden in Valkenswaard, waarmee Nederland de poule op de eerste plek afsloot en doordrong tot de kwartfinales. In die kwartfinales moest Noorwegen over twee wedstrijden verslagen worden om toegang te krijgen tot het eindtoernooi. In Horten werd er echter met 2-1 verloren en in Rijsoord kon dit niet worden rechtgezet. Daar werd met 0-3 verloren, waarmee de kwalificatie voor Nederland eindigde.
| # | Land      | Wedstrijden | Wedstrijden | Wedstrijden | Wedstrijden | Doelpunten | Doelpunten | Doelpunten | Punten |
| - | --------- | ----------- | ----------- | ----------- | ----------- | ---------- | ---------- | ---------- | ------ |
| # | Land      | G           | W           | G           | V           | V          | T          | Saldo      | Punten |
| 1 | Nederland | 4           | 3           | 1           | 0           | 4          | 0          | +4         | 7      |
| 2 | Zweden    | 4           | 1           | 2           | 1           | 5          | 2          | +3         | 4      |
| 3 | Ierland   | 4           | 0           | 1           | 3           | 1          | 8          | −7         | 1      |

|                 |           |       |           |        |
| 22 oktober 1988 | Noorwegen | 2 - 1 | Nederland | Horten |
| 22 oktober 1988 |           |       |           | Horten |

|                 |           |       |           |          |
| 5 november 1988 | Nederland | 0 - 3 | Noorwegen | Rijsoord |
| 5 november 1988 |           |       |           | Rijsoord |

## Europees kampioenschap voetbal 1987
Voor het Europees kampioenschap voetbal, dat in 1987 in Noorwegen werd gehouden, werd Nederland voor de kwalificatie in een poule geloot met drie tegenstanders, waarvan de poulewinnaar zich kwalificeerde voor het eindtoernooi.
De kwalificatie begon op 16 maart van 1985 met een 1-0-overwinning op Frankrijk in Leeuwarden. In Helsingborg werd echter met 2-0 van Zweden verloren, wat kwalificatie moeilijk maakte. Buurland België werd in Zaventem met 1-3 aan de kant gezet, waarna Frankrijk ook uit werd verslagen (3-5). In Hoogeveen werd Zweden met 2-0 verslagen, waarmee de onderlinge verhoudingen met de Scandinaviërs weer gelijk werden getrokken. Op 20 september 1996 werd de kwalificatie afgesloten met een 3-0-overwinning op België in Oosterhout. Uiteindelijk bleek dat niet genoeg. Zweden won op 1 oktober 1996 de uitwedstrijd in België met 1-2 en kwam daardoor op gelijke hoogte in puntenaantal met Nederland. De Zweedse vrouwen hadden echter een beter doelgemiddelde en legden daardoor beslag op het ticket voor het EK.

### Eindstand groep 3
| # | Land      | Wedstrijden | Wedstrijden | Wedstrijden | Wedstrijden | Doelpunten | Doelpunten | Doelpunten | Punten |
| - | --------- | ----------- | ----------- | ----------- | ----------- | ---------- | ---------- | ---------- | ------ |
| # | Land      | G           | W           | G           | V           | V          | T          | Saldo      | Punten |
| 1 | Zweden    | 6           | 5           | 0           | 1           | 14         | 3          | +11        | 10     |
| 2 | Nederland | 6           | 5           | 0           | 1           | 12         | 8          | +4         | 10     |
| 3 | België    | 6           | 2           | 0           | 4           | 8          | 15         | −7         | 4      |
| 3 | Frankrijk | 6           | 0           | 0           | 6           | 7          | 15         | −8         | 0      |

## Europees kampioenschap voetbal 1984
Voor het allereerste Europees kampioenschap voetbal voor vrouwen, waarvan de finale in 1984 plaatsvond, moest Nederland in de kwalificatie een poule met drie tegenstanders overleven, waarvan de poulewinnaar zich kwalificeerde de halve finales. De pouleindelingen vonden plaats op basis van de geografische ligging van de landen, waardoor Nederland bij buurlanden West-Duitsland en België en het nabijgelegen Denemarken ingedeeld werd.
Nederland begon met 3-2-verlies tegen België in Brussel. In Groningen werd daarna Denemarken verslagen (2-1). In Venray werd vervolgens met 2-2 gelijkgespeeld tegen de West-Duitsers. In Oosterhout werd wel van België gewonnen. Het werd maar liefst 5-0 voor Nederland. Er volgde daarna een gelijkspel tegen West-Duitsland in Siegen (1-1). De laatste poulewedstrijd werd echter met 2-0 van Denemarken verloren in Sønderburg, waarmee Nederland uitgeschakeld werd.

### Eindstand groep 4
| # | Land           | Wedstrijden | Wedstrijden | Wedstrijden | Wedstrijden | Doelpunten | Doelpunten | Doelpunten | Punten |
| - | -------------- | ----------- | ----------- | ----------- | ----------- | ---------- | ---------- | ---------- | ------ |
| # | Land           | G           | W           | G           | V           | V          | T          | Saldo      | Punten |
| 1 | Denemarken     | 6           | 3           | 2           | 1           | 8          | 5          | +3         | 8      |
| 2 | Nederland      | 6           | 2           | 2           | 2           | 12         | 9          | +3         | 6      |
| 3 | West-Duitsland | 6           | 0           | 5           | 1           | 6          | 7          | −1         | 5      |
| 3 | België         | 6           | 1           | 3           | 2           | 7          | 12         | −5         | 5      |